# 斯塔諾沃耶高地
斯塔諾沃耶高地是俄羅斯的高地，屬於南西伯利亞山脈的一部分，位於布里亞特共和國，全長約700公里，西南面是貝加爾湖，南面是維季姆高原，北面是帕托姆高原，最高點海拔高度3,072米。